# Богомаз, Александр Васильевич
Александр Васильевич Богомаз (род. 23 февраля 1961, Гриденки, Брянская область) — российский государственный и политический деятель. Губернатор Брянской области с 28 сентября 2015 (врио 9 сентября 2014 — 28 сентября 2015). Секретарь брянского регионального отделения партии «Единая Россия» с 7 ноября 2019 (и. о. 24 октября — 7 ноября 2019).

## Биография
Родился 23 февраля 1961 года в деревне Гриденки Стародубского района Брянской области. Мама, Надежда Филипповна, была учительницей начальных классов, директором школы. Отец окончил строительный техникум, потом стародубское педагогическое училище, в 1942 году его забрали на фронт. После армии отец окончил военное училище, затем педагогический институт в г. Новозыбков, работал учителем в школе, преподавал русский язык, литературу, рисование, труд, немецкий. 
Имеет три старших сестры.

### Образование
1983 год — окончил Брянский технологический институт по специальности «инженер-механик».
2008 год — в Брянской государственной сельскохозяйственной академии защитил диссертацию на соискание учёной степени кандидата сельскохозяйственных наук на тему «Сравнительная эффективность технологий возделывания различных сортов картофеля на серых лесных почвах юго-западной части Центрального региона России». В диссертации сообществом Диссернет были обнаружены частичные заимствования: либо Александр Васильевич скопировал часть диссертации своей супруги, либо наоборот, она скопировала текст из диссертации мужа.

### Трудовая деятельность
Трудовую деятельность начал в 1977 году токарем на программных станках с ЧПУ на Брянском заводе дорожных машин.
1983 — 1998 — работал в совхозе «Бёрновичский» Стародубского района Брянской области, пройдя путь от инженера до заместителя директора.
1998 — 2003 — главный инженер ПУ «Стародубрайгаз» ОАО «Брянскоблгаз».
2009 — 2012 — руководитель крестьянско-фермерского хозяйства «Богомаз О. А.».

#### Политическая карьера
С 2003 по 2004 год — первый заместитель главы администрации Стародубского района Брянской области.
С 2004 по 2009 год избирался депутатом представительных органов местного самоуправления Стародубского района Брянской области по одномандатным избирательным округам. Был избран депутатом Меленского сельского поселения по одномандатному избирательному округу № 1, главой Меленского сельского поселения — председателем Меленского сельского Совета народных депутатов, депутатом Стародубского районного Совета народных депутатов по одномандатному избирательному округу № 18.
1 марта 2009 года на выборах депутатов Брянской областной думы был избран по одномандатному округу № 28 (Стародубский), набрав 63,16%  голосов.
В июле — августе 2011 года в преддверии выборов в Госдуму в Брянской области, как и в других регионах страны, партия «Единая Россия» и Общероссийский народный фронт (ОНФ) провели праймериз по отбору кандидатов из состава ОНФ для включения в кадровый резерв партии с целью выдвижения кандидатами в депутаты Госдумы по общепартийному списку «Единой России». В этих праймериз приняли участие Александр Богомаз и его супруга Ольга. Оба были выдвинуты БРО «Фермеры Брянщины» (АККОР). Александр выдвигался как председатель совета директоров ООО «Картофельный Альянс», а Ольга — как глава крестьянского (фермерского) хозяйства «Богомаз О. А.» Стародубского района. По итогам праймериз Александр Богомаз занял 6 место, Ольга — 11.

## Депутат Госдумы
В сентябре в «Единой России» сформировали предвыборный список, в который был включён и Александр Богомаз. В региональной группе «Брянская область» он шёл под номером 3 после действующих депутатов Госдумы Андрея Бочарова и Екатерины Лаховой.
На выборах в Госдуму 6 созыва, состоявшихся 4 декабря 2011 года, «Единая Россия» набрала в Брянской области 50,12% голосов и получила 2 депутатских мандата. Таким образом, Богомаз не попал в Госдуму. Однако менее чем через год, 16 октября 2012, Андрей Бочаров сложил мандат депутата. Освободившийся мандат был 31 октября передан Александру Богомазу.
В Госдуме работал в составе комитета по науке и наукоёмким технологиям и комитета по аграрным вопросам.
В сентябре 2014 года сложил полномочия депутата, потому что стал и. о. губернатора. Освободившийся мандат передали Виктору Малашенко.

## Губернатор Брянской области
9 сентября 2014 года президент России Владимир Путин назначил Александра Богомаза временно исполняющим обязанности губернатора Брянской области.

4 августа был зарегистрирован Брянской областной избирательной комиссией кандидатом в губернаторы Брянской области.
13 сентября 2015 года избран губернатором Брянской области, набрав 79,96% голосов.
28 сентября 2015 года официально вступил в должность.
С 2 августа 2019 по 27 января 2020 — член президиума Государственного совета Российской Федерации.
В ходе Единого дня голосования в сентябре 2020 года на выборах Губернатора Брянской области Александр Васильевич набрав 71,7% голосов при явке 50,37% от общего числа зарегистрированных избирателей, опередил всех своих оппонентов, одержал победу и продолжил работать в должности руководителя региона.

## Награды
- Орден Дружбы (2021 год)[17]
- Почётная грамота Президента Российской Федерации (2018 год)[18]
- Медаль Святого преподобного и благоверного князя Олега Брянского I степени (Брянская митрополия Русской Православной Церкви, 2019 год)[19]
- Юбилейная медаль «85 лет Гомельской области» (Гомельская область, Белоруссия, 2023 год)[20]

## Семья
Супруга — Ольга Владимировна Богомаз. Сыновья Михаил и Роман — выпускники БГТУ. Старший сын Михаил Александрович окончил вуз по специальности «Паротурбинные и газотурбинные установки и двигатели». Окончил аспирантуру. Кандидат сельскохозяйственных наук. Защитил диссертацию на тему «Совершенствование элементов ресурсосберегающей сортовой технологии возделывания картофеля на юго-западе Центрального региона России». Был избран главой Стародубского района Брянской области, но на внеочередной сессии Стародубского горсовета официально отказался занять эту должность.

## Собственность и доходы
На 2020 год является самым богатым главой региона России. Суммарный доход семьи в 2020 г. составил 1,383 млрд рублей. Занимает 11-ю позицию в рейтинге Forbes-2020 богатейших госслужащих и депутатов России. Жена Богомаза Ольга стабильно занимает первое место в рейтинге самых богатых супругов губернаторов.

## Санкции
В 2018 году Богомаз включён в санкционный список Украины как «глава республики, осуществлявший поддержку/поощрение/публичное одобрение политики РФ, направленной на проведение военных действий и геноцид гражданского населения в Украине».
С июля 2022 года за поддержку вторжения России на Украины находится под санкциями Великобритании.
19 августа 2022 года внесён в санкционный список Канады «близких соратников российского режима, которые являются соучастниками агрессии российского режима против Украины».
15 декабря 2022 внесён в санкционный список США губернаторов которые «организуют призыв граждан в ответ на недавний указ о мобилизации».
По аналогичным основаниям находится в санкционных списках Австралии и Новой Зеландии.